# Malatesta IV Malatesta
Malatesta IV Malatesta, detto Malatesta dei Sonetti (Pesaro, 1370 – Gradara, 19 dicembre 1429), è stato un politico, condottiero e capitano di ventura italiano, signore di Pesaro, Fossombrone, Fratta Todina, Gradara, Jesi, Todi, Narni, Orte e Acquasparta.

## Biografia
Figlio unico di Pandolfo II e della seconda moglie Paola Orsini, era soprannominato Malatesta dei Sonetti, perché amante della letteratura e le belle arti. Capostipite del ramo dei Malatesta di Pesaro, si sposò con Elisabetta da Varano (n. 1367 - m. 1405), figlia di Rodolfo II Da Varano, che fu sua unica consorte.

### Il condottiero
Alla morte del padre, nel 1373, divenne signore di Rimini, mentre otto anni dopo assunse la signoria di Pesaro. Fu al servizio del papa Urbano VI contro l'antipapa Clemente VII. Lo stesso pontefice, nel 1387 gli conferì il titolo di senatore di Roma.
Nel 1390 combatté contro i bolognesi guidati da Giovanni da Barbiano, e successivamente militò al soldo di Firenze contro i Visconti. Nel 1392 venne scomunicato dai pontifici per aver conquistato Todi.
Nel 1394 passò al servizio dell'antipapa Benedetto XIII, che lo nominò capitano generale di Bologna, per combattere contro il papa Bonifacio IX. Nel conflitto contro le milizie ecclesiastiche, Malatesta distrusse diverse località umbre e laziali e conquistò Narni e Orte, di cui ne assunse la podesteria. Alla fine si riappacificò con il pontefice.
Nel 1400 fu nuovamente al servizio dei pontifici che lo nominarono capitano generale, e nel 1404 fu al servizio di Venezia. I veneziani gli affidarono un esercito di circa 20.000 unità per combattere contro i Carraresi. La battaglia venne persa dal Malatesta, che alla fine venne fatto prigioniero dagli avversari.
Si avvicinò all'antipapa Alessandro V, il quale nel 1409, gli ordinò di combattere in Toscana insieme ai fiorentini per contrastare le truppe angioine del re Ladislao I di Napoli. Il conflitto durò fino al 1412, con la riappacificazione con i pontifici. Proprio per questo, passò dalla parte degli avversari per combattere contro l'antipapa Giovanni XXIII.
Nel 1415, combatté contro i perugini guidati da Braccio da Montone, per la difesa dei suoi possedimenti.
Nel 1423 fu nuovamente al servizio dei fiorentini in guerra contro Milano. Dai milanesi venne sconfitto nel 1424 a Zagonara che fecero prigioniero il cugino Carlo, così come i suoi figli Galeazzo e Carlo, fatti prigionieri a Gradara, assediate dai venturieri di Angelo della Pergola. L'anno dopo, firmò ad Abbiategrasso la pace con gli avversari.
Si ritirò a Gradara dove morì il 19 dicembre 1429.

## Discendenza

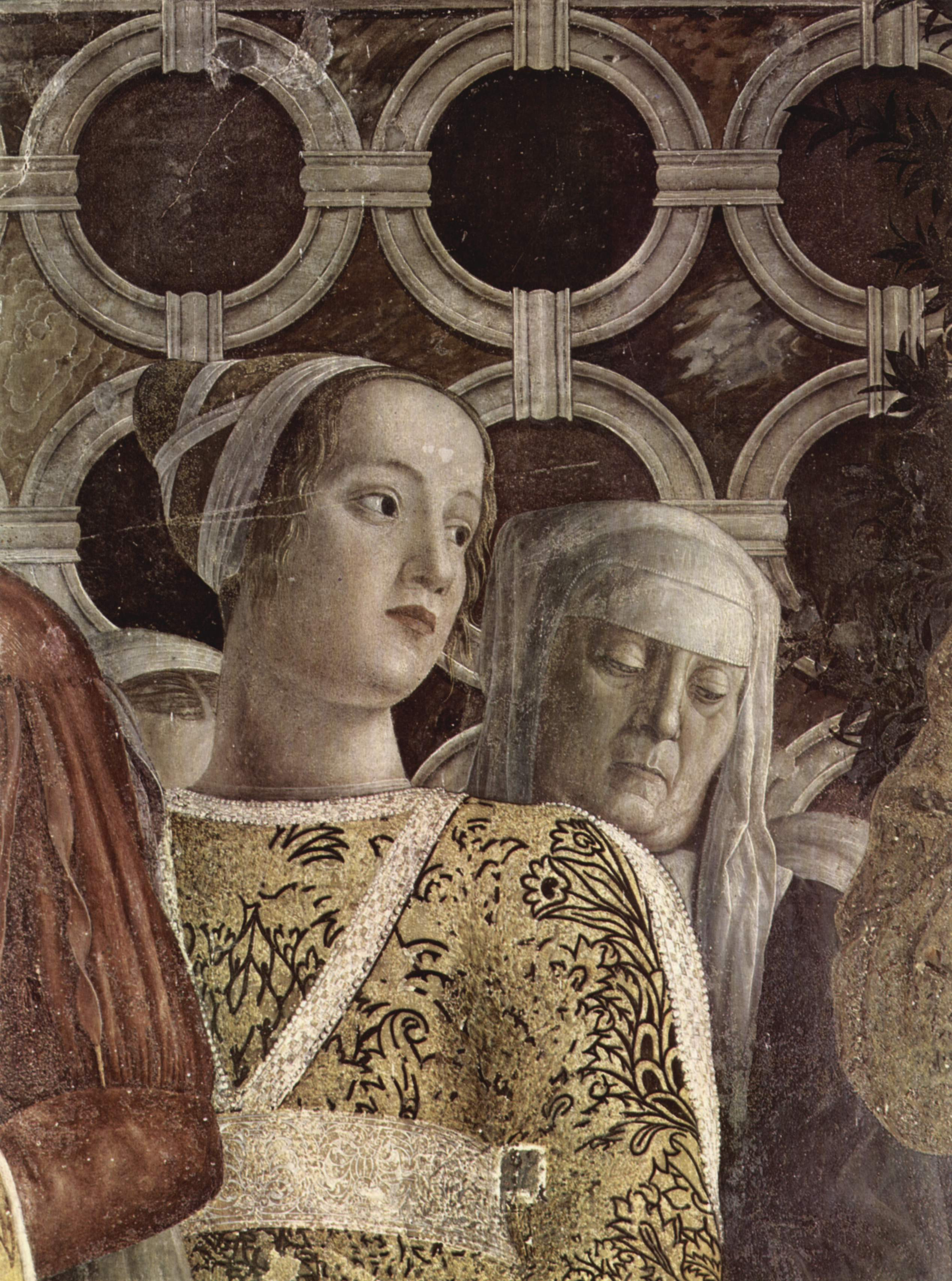
Andrea Mantegna, Camera degli Sposi, presunto ritratto di Paola Malatesta

Malatesta ed Elisabetta ebbero sette figli:
- Galeazzo (n. 1385 - m. 1452)
- Carlo (n. 1390 ca. - m. 1438)
- Taddea (n. ? - m. 9 giugno 1427), sposò il 9 gennaio 1418[1] Lodovico Migliorati (1370-1428) signore di Fermo
- Pandolfo (n. 1390 ca. - m. 1441)
- Galeotto (n. 1398 - m. 1414)
- Paola (n.1393 - m. 1449), moglie di Gianfrancesco Gonzaga, I marchese di Mantova
- Cleofe (m. 1433), moglie di Teodoro Paleologo, despota della Morea e figlio dell'imperatore bizantino Manuele II Paleologo

## Ascendenza
|                         |                          |                  | Genitori |  |  | Nonni |  |  | Bisnonni             |  |  | Trisnonni              |  |
|                         |                          |                  |          |  |  |       |  |  | Pandolfo I Malatesta |  |  | Malatesta da Verucchio |  |
|                         |                          |                  |          |  |  |       |  |  | Pandolfo I Malatesta |  |  | Malatesta da Verucchio |  |
|                         |                          | …                |          |  |  |       |  |  | Pandolfo I Malatesta |  |  |                        |  |
| Malatesta III Malatesta |                          |                  |          |  |  |       |  |  | Pandolfo I Malatesta |  |  |                        |  |
|                         |                          | Taddea da Rimini | …        |  |  |       |  |  |                      |  |  |                        |  |
|                         |                          | Taddea da Rimini | …        |  |  |       |  |  |                      |  |  |                        |  |
|                         |                          | Taddea da Rimini | …        |  |  |       |  |  |                      |  |  |                        |  |
| Pandolfo II Malatesta   |                          | Taddea da Rimini |          |  |  |       |  |  |                      |  |  |                        |  |
|                         |                          | …                | …        |  |  |       |  |  |                      |  |  |                        |  |
|                         |                          | …                | …        |  |  |       |  |  |                      |  |  |                        |  |
|                         |                          | …                | …        |  |  |       |  |  |                      |  |  |                        |  |
| Costanza Ondedei        |                          | …                |          |  |  |       |  |  |                      |  |  |                        |  |
|                         |                          | …                | …        |  |  |       |  |  |                      |  |  |                        |  |
|                         |                          | …                | …        |  |  |       |  |  |                      |  |  |                        |  |
|                         |                          | …                | …        |  |  |       |  |  |                      |  |  |                        |  |
| Malatesta IV Malatesta  |                          | …                |          |  |  |       |  |  |                      |  |  |                        |  |
|                         | Napoleone di Orso Orsini | Orso Orsini      |          |  |  |       |  |  |                      |  |  |                        |  |
|                         | Napoleone di Orso Orsini | Orso Orsini      |          |  |  |       |  |  |                      |  |  |                        |  |
|                         | Napoleone di Orso Orsini | …                |          |  |  |       |  |  |                      |  |  |                        |  |
| Bertoldo Orsini         | Napoleone di Orso Orsini |                  |          |  |  |       |  |  |                      |  |  |                        |  |
|                         |                          | …                | …        |  |  |       |  |  |                      |  |  |                        |  |
|                         |                          | …                | …        |  |  |       |  |  |                      |  |  |                        |  |
|                         |                          | …                | …        |  |  |       |  |  |                      |  |  |                        |  |
| Paola Orsini            |                          | …                |          |  |  |       |  |  |                      |  |  |                        |  |
|                         |                          | …                | …        |  |  |       |  |  |                      |  |  |                        |  |
|                         |                          | …                | …        |  |  |       |  |  |                      |  |  |                        |  |
|                         |                          | …                | …        |  |  |       |  |  |                      |  |  |                        |  |
| …                       |                          | …                |          |  |  |       |  |  |                      |  |  |                        |  |
|                         |                          | …                | …        |  |  |       |  |  |                      |  |  |                        |  |
|                         |                          | …                | …        |  |  |       |  |  |                      |  |  |                        |  |
|                         |                          | …                | …        |  |  |       |  |  |                      |  |  |                        |  |
|                         |                          | …                |          |  |  |       |  |  |                      |  |  |                        |  |